# پری‌شاهرخان
پری‌شاهرخان (نام علمی: Oriolidae) نام تیره‌ای از پرندگان راسته گنجشک‌سانان است. این پرندگان امروزه شامل دو سردهٔ پری‌شاهرخ‌ها و مرغ‌انجیرها می‌شوند. اعضای این تیره را به نام پری‌شاهرخان بر قدیم نیز می‌شناسند. آن‌ها بومی بر قدیم هستند و ربطی به پری‌شاهرخان بر جدید که اعضای تیرهٔ سیاه‌پره‌ایان هستند ندارند.
سرده‌های موجود و منقرض این تیره عبارتند از:
- پری‌شاهرخ‌ها (Oriolus)
- مرغ‌انجیرها (Sphecotheres)
- تورانگارا (Turnagra)